# АФК Борнемут
АФК Борнемут (на английски: A.F.C. Bournemouth) е английски футболен клуб от едноименния град Борнмът. Основан е през 1899 г. Играе за първи път в своята история в Английската Висша лига през сезон 2015/2016.

## История
Клубът е основан през 1899 г. под името Боскъмб. От 1920 г. играе в Трета дивизия, когато е основано първенството. През 1923 г. името на отбора е сменено на Борнемут и Боскъмб футбол клуб. Клубът се задържа в Трета дивизия, поставяйки рекорд за най-много проведени сезони в този ешелон. През 1946 г. отборът печели първия си трофей – Южната купа на Трета дивизия. Борнемут и Боскъмб става последния неин носител.
През 1972 г. от името на отбора остава само Борнемут. За клубни цветове са установени червено и черно, по пример от италианския Милан. През сезон 1983/84 Борнемут печели първия в историята Трофей на Футболната лига. Същия сезон във ФА Къп отборът отстранява Манчестър Юнайтед, а по това време начело на „черешите“ е Хари Реднап.
Под ръководството на Реднап през 1987 г. Борнемут печели Трета дивизия и за първи път се класира във Втора. Там отборът играе до 1992 г., като най-доброто постижение е 12-о място. Най-близо до завръщане Борнемут са през сезон 1998/99, но остават извън зоната за плейофи в Трета дивизия.
В началото на 21 век Борнемут е средняк в Трета дивизия (по-късно Лига 1), а през 2008 г. изпада в Лига 2 и е под администрация. Клубът е лишен от 17 точки и му е наложено трансферно ембарго.
През 2011 г. отборът е закупен от руския бизнесмен Максим Дьомин. Под негово ръководство започва възхода на клуба. През сезон 2012/13 тимът завършва втори в Лига 1 и се класира за Чемпиъншип. В първия си сезон в това първенство Борнемут завършва на приличното 10-о място. На следващия сезон състава е подсилен с имена като Артур Боруц, Дан Гослинг и Кенуайн Джоунс. „Черешите“ печелят Чемпиъншип през сезон 2014/15 и си осигуряват първо в историята участие в Английската Висша лига.

## Състав

### Настоящ състав
Към 13 август 2025 г.

## Успехи
- Чемпиъншип – 2014/15
- Английска трета дивизия – 1986/87
- Трофей на Футболната лига – 1983/84
- Южна купа на Трета дивизия – 1945/46